# Косарев, Николай Николаевич
Николай Николаевич Косарев (1908—1978) — председатель колхоза «Животновод» Кадомского района Рязанской области, Герой Социалистического Труда (08.01.1960).

## Биография
Родился 18 декабря 1908 года в деревне Горбуновка (ныне Сасовский район Рязанской области). Окончил 4 класса сельской школы.
С 1924 года — путевой рабочий на станции Пичкиряево Сасовского района. В 1930-е гг. председатель Б-Майдановского сельского Совета, зам. уполномоченного, с 1939 г. — уполномоченный Наркомата заготовок по Сасовскому району.
За успешное выполнение государственного плана хлебозаготовок 1944 года награждён орденом Отечественной войны I степени (17.03.1945).
С 1950 по 1951 год — председатель Кадомского райисполкома. С 1951 по 1954 год — уполномоченный Министерства заготовок СССР по Кадомскому району.
С марта 1954 по февраль 1978 г. председатель колхоза «Животновод» Кадомского района.
С февраля 1978 г. персональный пенсионер союзного значения.
Умер 18 сентября 1978 г. после тяжёлой болезни.
Герой Социалистического Труда (08.01.1960). Звание присвоено за выдающиеся успехи в развитии сельскохозяйственного производства, перевыполнение планов государственных закупок.
Награждён орденами Трудового Красного Знамени и «Знак Почета».